# Novo Progresso
Novo Progresso est une municipalité brésilienne située dans l'État du Pará.